# 善師野村
善師野村（ぜんじのむら）は、愛知県丹羽郡にかつてあった村。
現在の犬山市の北東部に該当する。
北と東は岐阜県と接し、北には木曽川が流れる。
江戸時代、上街道の善師野宿が設置されていた。

## 歴史
- 1889年（明治22年）10月1日 - 富岡村、継鹿尾村、栗栖村、善師野村が合併し、善師野村が発足。
- 1906年（明治39年）10月1日 - 今井村、岩田村と合併し、城東村発足。同日善師野村は廃止。

## 神社・仏閣
- 寂光院